# Laverne and Shirley

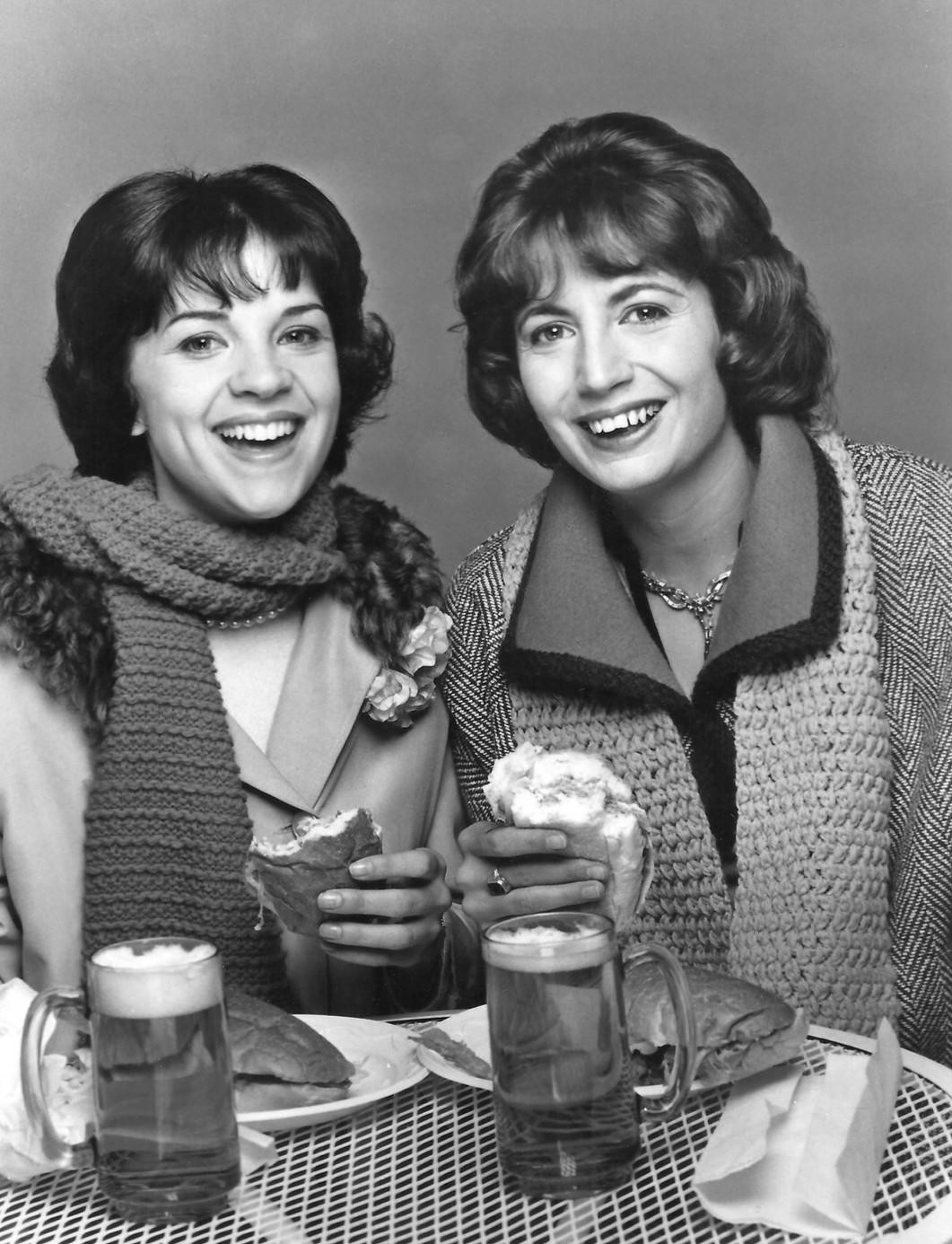
Penny Marshall (Laverne De Fazio) et Cindy Williams (Shirley Feeney) en 1976.

Laverne & Shirley (Laverne De Fazio & Shirley Feeney la première saison) est une série télévisée américaine en 178 épisodes de 23 minutes créée par Garry Marshall, Lowell Ganz et Mark Rothman, et diffusée entre le 27 janvier 1976 et 10 mai 1983 sur le réseau ABC. Il s'agit d'une série dérivée de Happy Days.
Cette série est inédite dans tous les pays francophones.

## Synopsis
À Milwaukee, dans les années 1950 puis 1960, la vie quotidienne et sentimentale de deux amies : Laverne (d'origine italienne et dont le père est pizzaiolo), au caractère affirmé, et la romantique Shirley, toutes deux employées au service d'embouteillage de la brasserie Shotz. Dans l'appartement du sous-sol qu'elles partagent, des amis et petits amis vont et viennent (souvent des personnages de la série Happy Days).

## Distribution
- Penny Marshall : Laverne De Fazio
- Cindy Williams : Shirley Feeney (159 épisodes)
- David L. Lander : Andrew « Squiggy » Squiggman (156 épisodes)
- Michael McKean : Leonard « Lenny » Kosnowski (150 épisodes)
- Eddie Mekka (en) : Carmine « The Big Ragoo » Ragusa (150 épisodes)
- Phil Foster (en) : Frank DeFazio (149 épisodes)
- Betty Garrett : Edna Babish (97 épisodes, saison 1 à 6)
- Leslie Easterbrook : Rhonda Lee (51 épisodes, saisons 6 à 8)

## Commentaire
L'intrigue commence en 1959 et, comme dans Happy Days, chaque saison suit à peu près l'année suivante ; le dernier épisode a eu lieu en 1967. La série a connu une très grande popularité, mais son succès décline au début de la sixième saison, quand l'intrigue se déplace de Milwaukee (Wisconsin) à Burbank (Californie), car l'emploi de Laverne et Shirley a été remplacé par des machines automatisées. 
En mars 1982, Cindy Williams (Shirley) tombe enceinte. Les studios Paramount refusent d'adapter les conditions de tournage à son nouvel état ; Cindy dira publiquement qu'ils essayaient d'utiliser sa grossesse pour la « pousser » hors de la série. Elle quitte la série (les deux premiers épisodes de la huitième saison avaient déjà été tournés avant son départ). Le  tournage se poursuit sans le personnage de Shirley et se recentre sur celui de Laverne (le titre de la série ne sera pas modifié mais Cindy n'apparaitra plus au générique).